# 馮承芳
馮承芳（1496年—1558年），字世立，號桂山，廣西桂林中衛（苍梧县）官籍。

## 生平
治《詩經》，行二，由儒士中式丙子科（1516年）廣西鄉試第十四名舉人，年二十八歲中式嘉靖二年（1523年）癸未科會試第一百四十六名，第二甲第六十九名進士。初授工部都水司主事，官至户部员外郎。重修府城北石鼓洞前的庆林寺，在寺内建高明亭。与松谿程文德相友善，经常互相吟诗唱和。著有《静观录》、《桂山吟稿》等。

## 家族
曾祖馮興，指挥佥事。祖父馮寧。父馮暠。母张氏；继母李氏。具庆下。兄承蔭。